# 十萬火急 (香港電影)
《十萬火急》是一部於1997年上映的香港電影，方逸華監製，杜琪峯執導，由劉青雲、方中信、李若彤、黃卓玲主演的電影，以香港消防處為題材，講述一隊駐守於慈雲山消防局（實景為黃大仙消防局）的消防員，執勤滅火、救援及救人的故事。

## 剧情简介
一隊隸屬及駐守於 慈雲山消防局（實景為黃大仙消防局）消防隊，屢次行動都遇上不幸事件，故被戲稱為黑仔隊。有水（劉青雲飾）是該消防局資深消防總隊目，因經驗豐富，常恃才傲物。他偶然間結識了女醫生Annie（李若彤飾）。Annie因為與同是醫生的男友分手，心緒不寧，幸有有水安慰，終而Annie與有水開始往來。與此同時消防局高級消防隊長換人，張文傑（方中信飾）調任到慈雲山，與有水意見不合，時有齟齬。某日荃灣紗廠（實景為南豐紗廠一至三廠舊址，現為翠豐臺私人住宅）發生大火，慈雲山消防局也被召喚到火警現場協助支援，有水及張文傑等隊員需趕赴現場。因工廠違法儲存大量危險品引致大爆炸，並且釋出大量毒氣，火災升為五級，有水及張文傑等，需要團結一致應對困境......

## 演员表（出場序）
| 演員   | 角色           | 備註                                  |
| 劉青雲 | 有水           | 慈雲山消防局 消防總隊目（PFn）        |
| 黄卓玲 | 盧嘉慧         | 慈雲山消防局 女見習消防隊長（PSO）    |
| 黃浩然 | 黃浩然         | 慈雲山消防局 消防員（Fn）             |
| 夏澤信 |                | 慈雲山消防局 消防隊目（SFn）          |
| 李若彤 | Annie          | 急症室 醫生                           |
| 元彬   | 馮定國         | 前任 慈雲山消防局 高級消防隊長（SSO） |
| 陈启泰 |                | 醫生， Annie 之男友                   |
| 方中信 | 張文傑 Raymond | 新任 慈雲山消防局 高級消防隊長（SSO） |
| 陳萬雷 |                | 黃浩然 之父親                         |
| 姚瑩瑩 | Janet          | 張文傑 之前妻                         |
| 劉萬儀 | Sandy          | 張文傑 之女兒                         |
| 鄧梓峰 |                | 盧嘉慧 之丈夫                         |
| 刘松仁 | 鄭富威         | 消防總長（CFO）                       |
| 林雪   |                | 患有精神病的縱火兇徒                  |
| 阮令濤 |                | 工廠廠長                              |
| 刘晓彤 |                | 工廠女工                              |

## 奖项
| 頒獎典禮                 | 獎項         | 名字   | 結果 |
| ------------------------ | ------------ | ------ | ---- |
| 香港電影金像獎（第17屆） | 最佳剪辑奖   | 黄永明 | 獲獎 |
| 香港電影金像獎（第17屆） | 最佳音效奖   |        | 獲獎 |
| 香港電影金像獎（第17屆） | 最佳影片     |        | 提名 |
| 香港電影金像獎（第17屆） | 最佳导演     |        | 提名 |
| 香港電影金像獎（第17屆） | 最佳动作设计 | 元彬   | 提名 |
| 香港電影金像獎（第17屆） | 最佳新演员   | 黄卓玲 | 提名 |

## 播放時間
| 香港 翡翠台 星期日1:15-3:20節目 | 香港 翡翠台 星期日1:15-3:20節目              | 香港 翡翠台 星期日1:15-3:20節目 |
| ------------------------------- | -------------------------------------------- | ------------------------------- |
|                                 | （道地星期日影院）十萬火急 （2009年4月12日） |                                 |
| 金枝玉葉2 （2009年4月5日）      | 重慶森林 （2009年4月19日）                   |                                 |

| 香港 香港開電視 星期日21:00-23:30節目      | 香港 香港開電視 星期日21:00-23:30節目    | 香港 香港開電視 星期日21:00-23:30節目 |
| ------------------------------------------ | ---------------------------------------- | ------------------------------------- |
|                                            | （Sunday 開戲）十萬火急 （2022年3月6日） |                                       |
| 香港賽馬會特約：小事大意義（2022年3月6日） | 十一點半最前線（2022年3月6日）           |                                       |

## 外部連結
- 香港影庫上《十萬火急》的資料（繁體中文）
- 開眼電影網上《十萬火急》的資料（繁體中文）
- 開眼電影網上《烈火雄心119》的資料（繁體中文）
- 豆瓣电影上《十萬火急》的資料 （简体中文）
- 时光网上《十萬火急》的資料（简体中文）
- AllMovie上《十萬火急》的资料（英文）
- 爛番茄上《十萬火急》的資料（英文）
- 互联网电影数据库（IMDb）上《十萬火急》的资料（英文）